# 郭泰珍
郭 泰珍（クァク・テジン、朝鮮語: 곽태진、1917年5月18日または5月19日 - 2006年4月12日）は、日本統治時代の朝鮮の独立運動家、大韓民国の政治家。第2・5代韓国国会議員。
号は海波。日本名は苞山泰珍。女優のクァク・チョンヒは娘。

## 経歴
日本統治時代の慶尚北道高霊郡出身。永昌中学校卒。ソウルキリスト教青年会中学校中等科中退、建国大学校法政大学政治外交学科卒。1942年に秘密結社の護義団を組織し抗日運動を行い、1945年に逮捕・投獄され、大邱刑務所で光復を迎えた。その後は醸造業、面長を経て、韓国民主党に入党し政界入りした。韓国民主党慶北道党青年部長・事務総長、民主国民党慶北道党事務局長・中央常務委員、民主党創党発起人・慶北道常委議長・慶北道党副委員長・中央常務委員、第5代国会民議院忠州肥料工場建設状況特別委員会委員長、民政党達城高霊地区党委員長・全党大会副議長、新韓党党務会副議長、新民党達城高霊慶山地区党委員長・指導委員、民権党副総裁、建国大学校期成会理事、独立運動家連盟理事を務めた。
2006年4月12日、老衰により死去。享年89。

## 賞勲
- 大統領表彰（1963年）
- 建国勲章愛族章（1990年）[6]

## エピソード
居昌事件の時、国防部長官の申性模と対面し応酬した。また、第5代国会議員の時、教員労組への反対を表明したため、デモの対象となった。その後、5・16軍事クーデターにより議員を失職した。
1951年3月29日、徐珉濠、厳詳燮、高永完ら同僚国会議員と共に国民防衛軍事件の真相を暴露した。